# Сопрано блокфлейта
Сопрано блокфлейта в до, також відома як дескантова блокфлейта, є третім за розміром інструментом у сучасній родині блокфлейт і зазвичай виконує найвищу партію в чотириголосих ансамблях (SATB = сопрано, альт, тенор, бас). Оскільки її відстань між пальцями відносно невелика, вона часто використовується в музичній освіті для дітей, які тільки починають вивчати гру на інструменті.

## Голос
Сопрано блокфлейта знаходиться на октаву вище за рівень людського сопрано голосу. Її найнижча нота — до (C5), а звичайний діапазон — від до (C5) до ре (D7), але досвідчені виконавці можуть досягати нот до (G7). Твори для сопрано блокфлейти зазвичай записуються на октаву нижче, ніж вони звучать. Тембр інструмента схожий на звук органних флейтових труб, тому деякі органні стопи звучать подібно до блокфлейти. Ці регістри називаються блокфлейта або лісова флейта.

## Аплікатура
Окрім традиційної "барокової" (або "англійської") аплікатури, яка була створена в Гаслемері у 1919 році Арнольдом Дольметшем,  для сопрано блокфлейт також була розроблена "німецька" аплікатура, введена Петером Гарланом близько 1926 року. У німецькій аплікатурі нота фа (f2) виконується за допомогою простішої аплікатури, ніж барокова техніка з розщепленою (або перехресною) аплікатурою. Однак німецька аплікатура була описана як "крок назад... зроблений через хибне припущення, що інструмент буде простішим для школярів". Недоліком є те, що інші, неминучі перехресні аплікатури стають складнішими. 

## Матеріал
Блокфлейти з пластиковим головним з'єднанням або повністю виготовлені з пластика широко використовуються. Сопрано блокфлейти виготовляються з різних видів деревини, таких як клен, груша, самшит, палісандр, олива, африканське чорне дерево, ебенове дерево.

## Репертуар
Особливо варто зазначити, що сопрано блокфлейта має найбільший твір для сольного духового інструмента в європейській історії — Der Fluyten Lust-hof, композитора Якоба ван Айка. 

## Подальше читання
- Бейнс, Ентоні К. 1967. Дерев’яні духові інструменти та їхня історія, 3-є видання, з передмовою сера Адріана Булта . Лондон: Фабер і Фабер . Перевидано з виправленнями, 1977. Це видання перевидано, Mineola, Нью-Йорк: Dover Publications, 1991, і знову перевидано в 2012 році.ISBN 978-0-486-26885-9ISBN 978-0-486-26885-9 .
- (необхідна підписка)
- Преторіус, Майкл . 1619а. Syntagmatis Musici Michaelis Praetorii C. Tomus Secundus De Organographia . Wolfenbüttel: Elias Holwein, in Verlegung des Autoris.
- Преторіус, Майкл. 1619b. Syntagmatis Musici Michaelis Praetorii C. Tomus Tertius . Вольфенбюттель: Еліас Холвейн.
- Сакс, Курт . 1913 рік. Real-Lexikon der Musikinstrumente, zugleich ein Polyglossar für das gesamte Instrumentengebiet . Берлін: Юліус Бард.

## Зовнішні посилання
- "How to play all the notes on the recorder" by Sarah Jeffery на YouTube